# Sicut dudum
Sicut Dudum was een pauselijke bul uitgevaardigd door paus Eugenius IV op 13 januari 1435 waarin hij stelling nam tegen de behandeling van de oorspronkelijke bewoners van de Canarische Eilanden door de Spanjaarden. Naast de beslaglegging op al hun bezittingen werden de bewoners door Spanje verhandeld als slaven.

## Geschiedenis
Eugenius IV was door verschillende vertegenwoordigers van de Rooms-Katholieke Kerk geïnformeerd over het optreden van de Spaanse veroveraars ten opzichte van bewoners van de Canarische Eilanden. Naast het misbruik dat gemaakt werd van hun “simpelheid”, zouden aan de inwoners toezeggingen zijn gedaan die niet nageleefd werden. Sprekend uit belang van de kerk zouden daardoor de bewoners niet in staat geweest zijn om door de doop en bekering deelgenoot te worden van de Rooms-katholieke kerk.
In zijn bul veroordeelde Eugenius in harde woorden het gedrag van Spanje en eiste hij, dat de bewoners weer in vrijheid gesteld zouden worden. Het niet naleven van dit bevel van de paus kon zelfs leiden tot excommunicatie voor een ieder die geen gehoor zou geven aan zijn oproep.
De Spanjaarden namen geen notie van de pauselijke bul, omdat zij van mening waren dat de inwoners van de Canarische Eilanden niet als mensen beschouwd moesten worden, maar meer gezien moesten worden als een dierensoort.

## Betekenis
Met name in de Verenigde Staten werd in de 20e eeuw kritiek geuit op de houding van het Vaticaan met betrekking tot de slavernij. Gesuggereerd werd, dat pas tijdens het Tweede Vaticaanse Concilie tegen de slavernij stelling werd genomen. De Amerikaanse schrijver John F. Maxwell verdedigde deze stelling in zijn in 1975 verschenen boek “Slavery and the Catholic Church”.
Tegenstanders van deze bewering gebruiken de bul Sicut Dudum, alsmede onder meer de door paus Paulus III uitgegeven bul Sublimus Deus (1537) als bewijs dat opeenvolgende pausen al sinds de 15e eeuw begaan waren met het lot van de inwoners van de nieuw ontdekte gebieden. Zo betitelde paus Pius II (1458-1464) de slavernij als een “magnum scelus” (Nederlands: een grote misdaad).
Toch moeten in deze context ook de bullen Dum Diversas (1452) en Romanus Pontifex (1455) genoemd worden, die beide uitgevaardigd werden door Eugenius’ opvolger, paus Nicolaas V. Hierin werd goedkeuring gegeven tot het tot slaaf maken van heidenen en aanhangers van een ander geloof (zoals de Saracenen).